# 최수빈 (배구 선수)
최수빈은 대한민국의 배구 선수이다. 2012-13 V리그 1라운드 6순위(대전 KGC인삼공사)로 프로에 입단하였다.